# شهرستان لینکلن (کارولینای شمالی)
شهرستان لینکلن، کارولینای شمالی (به انگلیسی: Lincoln County, North Carolina) یک سکونتگاه مسکونی در ایالات متحده آمریکا است که در کارولینای شمالی واقع شده‌است.

## خصوصیات
شهرستان لینکلن ۷۹۵٫۱۳ کیلومترمربع مساحت دارد.